# Денієл Іноуї
Деніел Кен «Ден» Іноуї (англ. Daniel Ken «Dan» Inouye; нар. 7 вересня 1924, Гонолулу — пом. 17 грудня 2012, Бетесда) — американський політик. Сенатор США від штату Гаваї, член Демократичної партії. Обіймав посади діючого Голови Сенату США та голови Комітету Сенату з асигнувань. Іноуї беззмінно був членом Сенату США з 1963 року. За тривалістю перебування на цій посаді поступався тільки Роберту Берду.

## Біографія
Народився в Гонолулу, в сім'ї американців японського походження. Закінчив Університет Гаваїв в Маноа, служив в армії США. Брав участь у Другій світовій війні, втратив руку під час боїв в Італії і був удостоєний «Медалі за відвагу» — вищої військової нагороди США.
Почав політичну кар'єру в 1959 році обранням на пост члена Палати представників США. Став першим американцем японського походження, який переміг на виборах у Палату представників Конгресу США. У 1962 році обраний до Сенату (вступив на посаду в 1963 році). Під час роботи в Сенаті США Іноуї, зокрема, входив до складу комісій, які займалися розслідуванням «Вотергейту», через якого на початку 1970-х Річард Ніксон позбувся крісла президента, а також «Іран-контрас», що вважається найгучнішим міжнародним скандалом 1980-х. Багато років був членом сенатського комітету з бюджетних асигнувань, а в 2008 році очолив цей комітет. З 2006 по 2008 роки був головою Торгового комітету Сенату. Крім того, очолював комітет Сенату у справах індіанців і став почесним членом племені навахо.
На момент смерті був найстарішим з сенаторів після Френка Лаутенберга. Іноуі був нагороджений вищою військовою нагородою США — Медаллю Пошани.